# Mobil 1: Rally Championship
Mobil 1 Rally Championship (официально Mobil 1 British Rally Championship, неофициально Rally Championship 2000) — ралли-видеоигра, которая является частью серии Rally Championship. Игра была выпущена для Windows и PlayStation 31 декабря 1999 г. Она была разработана Magnetic Fields и выпущена Actualize.
Это продолжение к игре 1997 года International Rally Championship.
В игре 22 автомобиля и 36 треков расположенных по всей Великобритании. Хотя название игры Mobil 1 Rally Championship, на обложке игры и учебника написано просто Rally Championship.

## Машины

### Класс A8
- Mitsubishi Lancer Evo IV
- Proton Wira
- Seat Cordoba WRC
- Mitsubishi Lancer Evo V
- Subaru Impreza WRC
- Peugeot 206 WRC

### Класс А7
- Nissan Almera
- Ford Escort RS2000
- Skoda Octavia
- Ford Escort Maxi
- Vauxhall Astra
- Hyundai Coupé Kit-car Evo II
- Volkswagen Golf GTi Kit-car (MkIV)
- Renault Maxi Mégane
- Seat Ibiza Evo II

### Класс А6
- Skoda Felicia
- Proton Compact SRi
- Honda Civic VTi
- Citroën Saxo
- Peugeot 106

### Класс А5
- Nissan Micra
- Ford Puma

## Отзывы
| Сводный рейтинг    | Сводный рейтинг                                                                    |
| Агрегатор          | Оценка                                                                             |
| ------------------ | ---------------------------------------------------------------------------------- |
| GameRankings       | 85,23 % (PC) 63,33 % (PS)                                                          |
| Metacritic         | 84/100                                                                             |
| Иноязычные издания |                                                                                    |
| Издание            | Оценка                                                                             |
| Edge               | 9/10                                                                               |
| EGM                | 4,5 из 5 звёзд · 4,5 из 5 звёзд · 4,5 из 5 звёзд · 4,5 из 5 звёзд · 4,5 из 5 звёзд |
| GamePro            | 4 из 5 звёзд · 4 из 5 звёзд · 4 из 5 звёзд · 4 из 5 звёзд · 4 из 5 звёзд           |
| GameRevolution     | (PS1)                                                                              |
| GameSpot           | (PC) 8,9/10 (PS1) 5,8                                                              |
| IGN                | (PC) 8,8/10 (PS1) 3/10                                                             |
| PC Gamer (UK)      | 91 %                                                                               |
| PC Gamer (US)      | 90 %                                                                               |

Версия для Windows получила экстремально высокие положительные оценки благодаря высокому качеству графики для времён выпуска игры. Игра считалась одной из величайших гоночных игр своего времени. Однако версия для PlayStation была не очень популярна и оценена была намного ниже, возможно из-за того что качество графики в PlayStation-версии было намного ниже чем в Windows (из-за процессора и графической карты).
Некоторые оценки для Windows включали:
- «Совмещает отличную симуляцию ралли и сногсшибательное аркадное действо. Чистое волнующее удовольствие» 5 из 5 Игра месяца — Maxim
- «Самая реалистичная игра, которую я видел» Martin Rowe (Чемпион Ралли Британии)
- «Rally Championship ставит мир гоночных игр на новую ступень развития: Mobil 1 Rally Championship… самая реалистичная игра… из всех! Пускает пыль в лицо МакРея» PC Gaming World — Пять звёзд Классическая Награда
- «Отличное развлечение. Mobil 1 Rally Championship это лучшая гоночная игра для PC из всех.» PC Home — 96 % Золотая награда
- «Чувство вождения автомобиля, подготовленного к ралли, передано мастерски…захватывающее…полностью поглощающее… Ралли это откровение» 9 из 10 — Edge
- «Mobil 1 Rally Championship — это ближайшая к совершенству вещь из когда-либо выпущенных» www.avault.com
- «Не думаю, что я когда либо играл в симулятор вождения лучше этого» Games Domain

## Игровой процесс
Mobil 1 Rally Championship на YouTube